# Montreuil-sous-Pérouse

Montreuil-sous-Pérouse este o comună în departamentul Ille-et-Vilaine, Franța. În 1 ianuarie 2022 avea o populație de 1.041 de locuitori.